# Dominique Lamiral

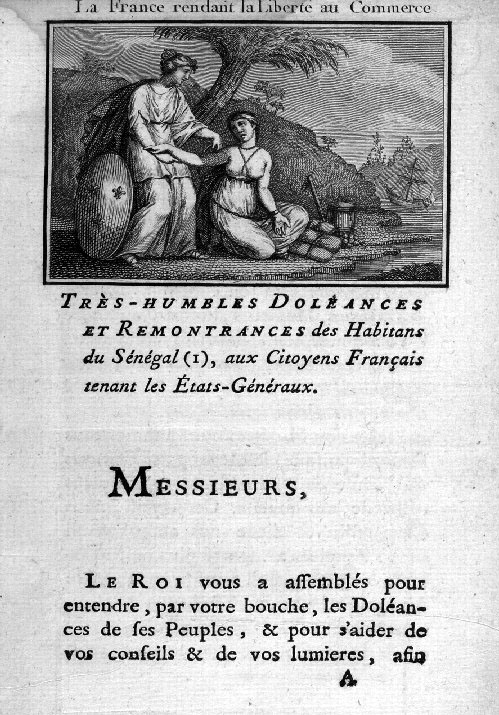
Introduction du cahier de doléances

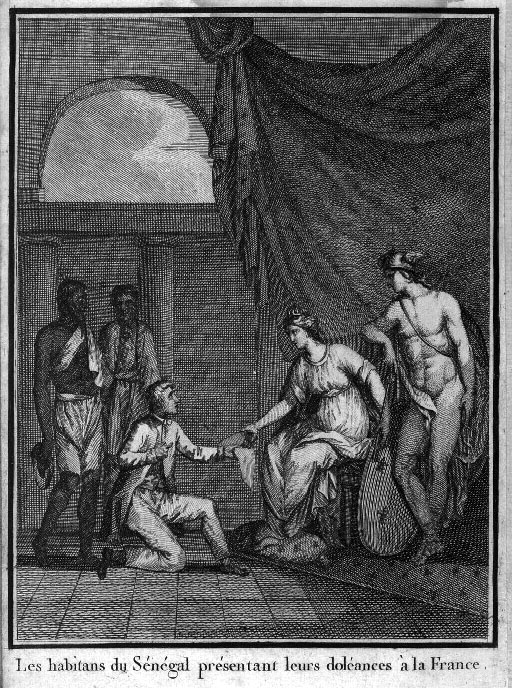
« Les habitans du Sénégal présentant leurs doléances à la France »

Dominique Harcourt Lamiral, né à Strasbourg le 4 décembre 1751 et mort à Paris le (26 nivôse de l'an VIII) 16 janvier 1800, est un agent commercial français, notamment impliqué dans le commerce des esclaves, qui séjourna plusieurs années au Sénégal et rédigea notamment le Cahier de doléances que les habitants de Saint-Louis envoyèrent aux États généraux en 1789.
Critique à l'égard des privilèges de la Compagnie du Sénégal, il semble qu'il ait aussi défendu ses propres intérêts en proclamant l'importance de la traite négrière dans l'économie du pays.
Mais dans un journal qu'il fonde en 1787, il devient un opposant virulent à la traite négrière. 

## Biographie
Lamiral s'engage dans les régiments de Provence puis devient en 1780 agent de la Compagnie de la Guyane au Sénégal. En 1786, il commerce les esclaves et mène des études sur les mœurs et les coutumes des habitants du Sénégal. En 1787, il revient en France où il devient rédacteur en chef d'un journal politique et littéraire de Paris dans lequel il défend les intérêts des peuples noirs.

## Publications
- 1789 : L'Affrique et le peuple affriquain considérés sous tous leurs rapports avec notre commerce & nos colonies : Cet ouvrage contient : l'histoire politique et morale des nègres, leur caractère, leur génie, leurs mœurs et leur gouvernement; beaucoup d'anecdotes qui n'ont été rapportées par aucun voyageur : l'état de notre commerce dans cette contrée. Le tout présenté sous un point de vue de politique et de morale. De l'abus des privilèges exclusifs, & notamment de celui de la Compagnie du Sénégal. Ce que c'est qu'une société se qualifiant d'Amis des noirs, Dessenne, Paris (contient le texte du cahier de doléances, dont l'original semble perdu)
- 1791 : Les métamorphoses aristocratiques ou généalogie de la Compagnie exclusive du Sénégal, Imprimerie nationale, Paris
- 1791 : Mémoire sur le Sénégal